# Biais de normalité
Le biais de normalité est un biais cognitif qui conduit les gens à nier ou minimiser des avertissements relatifs à un danger. Ce comportement revient à sous-estimer la probabilité d'une catastrophe, ses effets sur sa propre existence et son potentiel destructeur. À cause du biais de normalité, de nombreuses personnes ne se préparent pas suffisamment à une catastrophe naturelle, un effondrement financier ou des crises issues d'une erreur humaine. Il est rapporté qu'environ 70 % des gens affichent un biais de normalité au cours d'une catastrophe.
Le biais de normalité peut surgir en réponse à des avertissements en amont d'une catastrophe ou face à une catastrophe avérée, comme un effondrement financier, des accidents de la route, des catastrophes naturelles ou une guerre. Le biais de normalité est aussi appelé « paralysie des facultés d'analyse » (analysis paralysis) ou « faire l'autruche » (the ostrich effect) et certains secouristes parlent de « panique négative » (the negative panic). Le comportement opposé au biais de normalité est la réaction excessive (surréaction), ou biais du scénario du pire (worst-case scenario bias),, qui consiste à voir de légères variations par rapport à la routine comme les indices d'une catastrophe imminente.

## Exemples

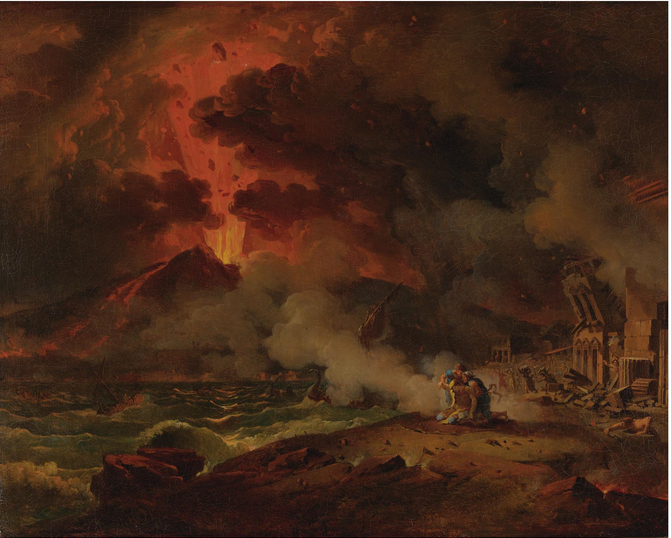
La destruction de Pompéi à cause de l'éruption du Vésuve.

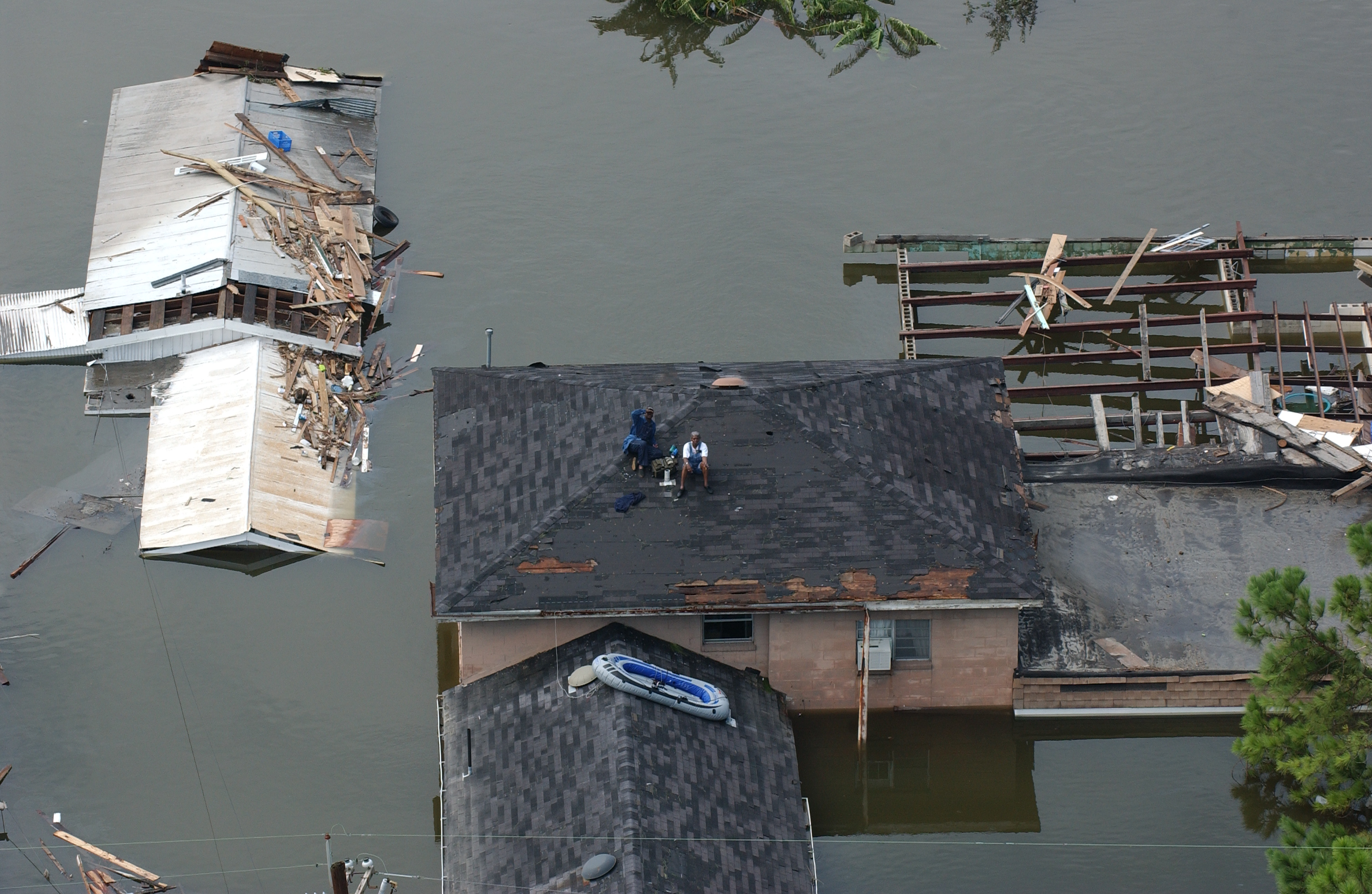
Conséquences de l'ouragan Katrina.

D'après le journaliste David McRaney, « le biais de normalité peut s'imposer au cerveau quelle que soit la gravité du problème. Il apparaît aussi bien quand une personne a reçu de nombreux avertissements pendant des jours que si on n'a que quelques secondes pour réagir à un danger de mort ». Il se manifeste lors d'évènements comme les accidents de la route : bien que ces accidents soient très fréquents, une personne normale ne les vit que très rarement. Ce biais se produit aussi face à des évènements d'une portée mondiale. D'après une étude menée en 2001 par le sociologue Thomas Drabek, les gens qui reçoivent un ordre d'évacuation en amont d'une catastrophe ont tendance, dans la majorité des cas, à se renseigner avec au moins quatre sources d'information avant d'obtempérer. Cette attitude est courante lors des catastrophes.
Le biais de normalité explique pourquoi, au moment de l'éruption du Vésuve, les habitants de Pompéi ont assisté à la catastrophe sans évacuer. Ce biais s'est également manifesté lorsque des personnes ont refusé de quitter la Nouvelle-Orléans à l'approche de l'ouragan Katrina et quand 70 % des survivants des attentats du 11 septembre ont discuté avec autrui avant de fuir. Lors du naufrage du Titanic, la White Star Line n'avait pas correctement anticipé l'évacuation des passagers ; certains d'entre eux ont refusé d'évacuer, peut-être parce qu'ils sous-estimaient la probabilité d'un scénario du pire et minimisaient les conséquences. De même, pendant la catastrophe de Fukushima, les experts en liaison avec le personnel sur place étaient convaincus qu'une fusion de plusieurs réacteurs était un scénario impossible.